# Dag van de Barricades
De Dag van de Barricades vond plaats op 12 mei 1588 te Parijs. De bedoeling van Hendrik I van Guise, leider van de Heilige Liga, was om koning Hendrik III van Frankrijk onder druk te zetten.

## Achtergrond
Koning Hendrik III was een zwak heerser en kon geen kinderen krijgen. Toen Frans van Anjou, zijn jongere broer, in 1584 stierf, kwam Hendrik van Navarra, een hugenoot, in aanmerking om koning van Frankrijk te worden. Onder druk van de Liga werd Hendrik III gedwongen om het Verdrag van Nemours te tekenen, dit was de aanleiding voor de Drie-Hendriken-oorlog.

## Verloop
De koning vebleef in het paleis het Louvre te Parijs. Hendrik I van Guise marcheerde op Parijs, maar kreeg het verbod de stad binnen te treden. Hendrik III liet zich verdedigen door zijn koninklijke garde en de Zwitserse garde. Vooral de laatste was een doorn in het oog van de Parijse bevolking. De bevolking steunde de Guise en wierp barricades op. Tijdens de schermmutselingen kwamen zestig koninklijke soldaten om. De volgende dag ontvluchtte Hendrik III de stad.

## Vervolg
Op 15 juli 1588 werd Hendrik III gedwongen het édit d'Union te tekenen. Opnieuw moest de koning plechtig beloven geen toenaderingen te zoeken met de protestanten. In december datzelfde jaar werden Hendrik I van Guise en zijn broer kardinaal Lodewijk van Lotharingen vermoord.